# Ministero dell'istruzione popolare della Repubblica Democratica Tedesca
Il Ministero dell'Istruzione Popolare (in tedesco: Ministerium für Volksbildung) (dal 1989 al 1990 Ministero dell'Istruzione e della Scienza / Ministerium für Bildung und Wissenschaft) è stato il più alto organo amministrativo per la direzione della scuola, la cura dei figli e allo stesso tempo organismo di controllo sotto le sue istituzioni come: l'Accademia delle Scienze Pedagogiche della RDT, lo Jugendwerkhof e l'editore Volk und Wissen. Come tale, ha svolto un ruolo centrale nel sistema educativo della Repubblica Democratica Tedesca.

## Struttura e attività
Nel 1950 il ministero divenne il successore dell'Amministrazione centrale tedesca per l'Istruzione Popolare. È stato responsabile per l'organizzazione dell'istruzione popolare. Tra queste, l'istruzione pre-scolastica, il sistema scolastico, l'alta formazione accademica ed extracurricolare fino ai servizi per i giovani e di cura.
Insieme con l'Accademia delle Scienze Pedagogiche, impostò gli obiettivi di apprendimento e i contenuti stabiliti, è stato responsabile per lo sviluppo dei programmi di studio e del materiale didattico. Inoltre, il ministero era sotto l'organizzazione e la pianificazione delle scienze pedagogiche, ad eccezione della formazione professionale e degli istituti tecnici e universitari. Erano presenti anche prima degli obiettivi, del contenuto dell'istruzione e della formazione degli educatori. I collegi di formazione degli insegnanti erano sotto il ministero. L'obiettivo dichiarato era quello di assicurare uniformemente l'educazione socialista. Pertanto, il Ministero controllava il campo della formazione professionale e il rispetto dei requisiti della politica dell'istruzione generale.

## Sede
Ospitato inizialmente nel Ministero della Cultura di Prussia, presso la Wilhelmstrasse. Nel 1963-1965 il nuovo edificio venne eretto su una proprietà vicina. L'edificio è stato uno dei primi tentativi di applicare nella RDT il disegno di montaggio di un edificio in cemento armato. È stato riempito poco con lastre di Porcellana di Meissen.
Dopo la Riunificazione tedesca (1993-1994), è diventato il palazzo degli uffici del Bundestag, e venne smontato lo scheletro in cemento armato. L'edificio attuale ha una nuova facciata in arenaria. Al piano terra ci sono alcuni negozi.

## Ministri
| Ministro | Ministro          | Ministro           | Partito                                                                           | Governo                                  | Inizio           | Fine              |
| --- | ----------------- | ------------------ | --------------------------------------------------------------------------------- | ---------------------------------------- | ---------------- | ----------------- |
| |                   | Paul Wandel        | Partito Socialista Unificato di Germania                                          | Governo Grotewohl                        | 12 ottobre 1949  | 1952              |
| |                   | Elisabeth Zaisser  | Partito Socialista Unificato di Germania                                          | Governo Grotewohl                        | 1952             | 1954              |
| |                   | Fritz Lange        | Partito Socialista Unificato di Germania                                          | Governo Grotewohl                        | 1954             | 1958              |
| |                   | Alfred Lemmnitz    | Partito Socialista Unificato di Germania                                          | Governo Grotewohl                        | 1958             | 1963              |
| |                   | Margot Honecker    | Partito Socialista Unificato di Germania                                          | Governo Grotewohl                        | 1963             | 24 settembre 1964 |
| Governo Stoph I | 24 settembre 1964 | Margot Honecker    | Partito Socialista Unificato di Germania                                          | 3 ottobre 1973                           |                  |                   |
| Governo Sindermann | 3 ottobre 1973    | Margot Honecker    | Partito Socialista Unificato di Germania                                          | 1º novembre 1976                         |                  |                   |
| Governo Stoph II | 1º novembre 1976  | Margot Honecker    | Partito Socialista Unificato di Germania                                          | 7 novembre 1989                          |                  |                   |
| Governo Stoph II |                   |                    | Helga Labs                                                                        | Partito Socialista Unificato di Germania | 7 novembre 1989  | 13 novembre 1989  |
| |                   | Hans-Heinz Emons   | Partito Socialista Unificato di Germania (poi Partito del Socialismo Democratico) | Governo Modrow                           | 18 novembre 1989 | 12 aprile 1990    |
| Il Ministro dell'Istruzione popolare diventa Ministro dell'Educazione e della Scienza (Minister für Bildung und Wissenschaft) |                   |                    |                                                                                   |                                          |                  |                   |
| |                   | Hans-Joachim Meyer | Indipendente                                                                      | Governo de Maizière                      | 12 aprile 1990   | 2 ottobre 1990    |